# Gudmundtjärnen, Västmanland
Gudmundtjärnen är en sjö i Skinnskattebergs kommun i Västmanland och ingår i Norrströms huvudavrinningsområde. Sjön har en area på 0,0744 kvadratkilometer och ligger 96 meter över havet.

## Delavrinningsområde
Gudmundtjärnen ingår i det delavrinningsområde (663106-150820) som SMHI kallar för Mynnar i Norrsjön. Medelhöjden är 102 meter över havet och ytan är 45,65 kvadratkilometer. Räknas de 2 avrinningsområdena uppströms in blir den ackumulerade arean 68,18 kvadratkilometer. Flenaån som avvattnar avrinningsområdet har biflödesordning 5, vilket innebär att vattnet flödar genom totalt 5 vattendrag innan det når havet efter 189 kilometer. Avrinningsområdet består mestadels av skog (74 procent) och sankmarker (11 procent). Avrinningsområdet har 3,71 kvadratkilometer vattenytor vilket ger det en sjöprocent på 8,1 procent.